# 조광진
조광진(曺匡振, 1772 ~ 1840)은 조선의 서예가이다. 자는 정보, 호는 구눌·눌인, 본관은 용담이다.
평양에서 태어나 이광사의 글씨를 배웠다. 일찍부터 김정희와 사귀어 글씨의 평론을 비롯한 서신 교환 등을 하였다. 처음에는 안진경의 체를 본받았으나 후에 행서와 초서에 있어서 청나라의 유용을 따랐으며, 예서에 있어서는 장도악을 따랐다. 죽은 후 중국 사신이 동국의 명필이라 하며 찾다가 한탄하며 탑본을 얻어 가지고 돌아갔다는 일화가 있다.